# والنتین دمی
والنتین دمی (انگلیسی: Valentine Demy؛ زادهٔ ۲۴ ژانویهٔ ۱۹۶۳) بازیگر پورنوگرافی و هنرپیشه اهل ایتالیا است.